# Piaggio P.16
Il Piaggio P.16, talvolta indicato anche come Pegna P.16 dal cognome del suo progettista, fu un bombardiere trimotore e monoplano ad ala media, con configurazione ad ala di gabbiano rovesciata, realizzato dall'azienda italiana Società Rinaldo Piaggio negli anni trenta e rimasto allo stadio di prototipo.

## Storia del progetto
Lo sviluppo del P.16, affidata al progettista Giovanni Pegna il quale, come in tutta la sua carriera di progettista, risultava includere degli elementi, per l'epoca, innovativi e soluzioni tecniche originali, utilizzando ampiamente leghe d'alluminio per contenere la massa del velivolo. La collaborazione con l'ingegner Corradino D'Ascanio, il quale aveva introdotto nell'azienda il concetto dell'elica a passo variabile in volo, si concretizzò nell'applicazione dell'innovativa tecnologia per la prima volta applicata al nuovo bombardiere.
Il prototipo, al quale venne assegnata la MM 226, venne realizzato nello stabilimento Piaggio di Finale Ligure nel novembre 1939 e una volta ultimato trasportato all'aeroporto di Villanova d'Albenga dove, ai comandi del pilota collaudatore Mario Gamna, si alzò in volo per la prima volta il 24 novembre 1939.

## Tecnica

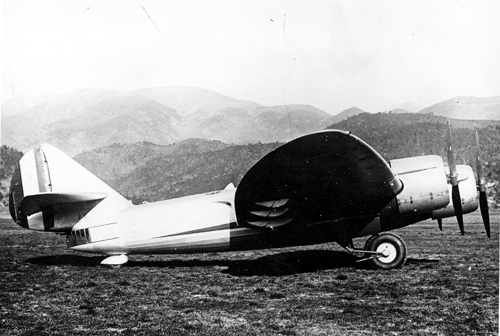
Il P.16 visto di profilo, immagine dove si nota la posizione rialzata dell'impennaggio.

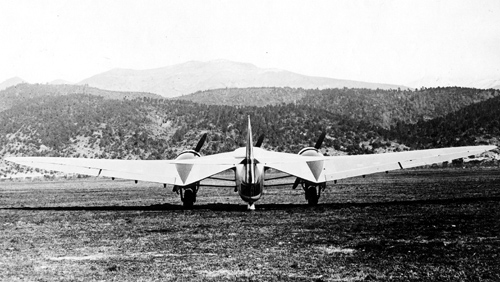
Vista posteriore

Il P.16 era un velivolo dall'impostazione, per l'epoca, tradizionale nella configurazione dell'impianto motore tipica dei modelli pari ruolo italiani del periodo; trimotore di costruzione prevalentemente metallica ad ala media e carrello d'atterraggio retrattile.
La fusoliera incorporava la cabina di pilotaggio chiusa, biposto con pilota e copilota seduti affiancati e posizionata anteriormente, mentre nel posteriore l'impennaggio risultava insolitamente rialzato per la presenza della postazione del mitragliere di coda situata direttamente sotto la deriva.
La velatura era monoplana, con radice alare collegata alla parte alta della fusoliera, caratterizzata dalla configurazione ad ala di gabbiano rovesciata e dotata di ipersostentatori a doppia fessura sul bordo d'uscita.
Il carrello d'atterraggio era triciclo posteriore, con gli elementi principali retrattili entro le due gondole motore esterne con movomento retrogrado, più un ruotino d'appoggio posteriore, non retraibile e parzialmente carenato, posizionato sotto la coda.
La propulsione era affidata a tre motori Piaggio Stella IX RC.40, radiali raffreddati ad aria dotati di compressori a due stadi, collocati in altrettante gondole, una sull'estremità anteriore della fusoliera, gli altri due sul bordo d'attacco alare, racchiusi in cappottature NACA, capaci di erogare una potenza pari a 560 hp (417 kW) ciascuno ed abbinati ad eliche bipala a passo variabile. Nell'articolo a firma H. F. King pubblicato nel 1936 sulla rivista Flight si dichiarava una velocità massima di 400 km/h ad una quota di 5 000 m, con la capacita di carico bellico di 1 000 kg in bomba da caduta che gli consentiva un'autonomia di oltre 1 500 km (815 nmi) che aumentavano a 2 000 km (1 080 nmi) con il dimezzamento del carico.

## Utilizzatori
Italia
- Regia Aeronautica

### Riviste
- (EN) H. F. King, The Big Bomber To-Day - Relation to Civil Types : New Foreign Designs Re-viewed : Larger and Heavier Types Imminent, in Flight, No. 1411, Vol. XXIX, London, 9 gennaio 1936,  pp. 32-35.
- L'ala d'Italia, Roma, gennaio 1935.